# 高雄旗山孔子廟
高雄旗山孔子廟位於臺灣高雄市旗山區鼓山公園（原稱中山公園）內，佔地約有4.1公頃，為臺灣、也是全東南亞佔地面積最大的孔子廟。旗山孔子廟在2010年高雄市縣市合併前為高雄縣境內唯一的孔子廟，於縣市合併後與原高雄市左營區孔子廟形成鬧雙胞的現象，因此目前每年舉行的祭孔大典改成兩廟輪流舉辦。

## 沿革
旗山孔子廟的前身為臺灣日治時期興建的旗山神社，日本二戰投降，國民政府接管臺灣後，神社建築遭到破壞。直到1983年由時任高雄縣縣長蔡明耀推動之下，將旗山神社改建為高雄縣孔子廟，歷經兩年施工其於1985年完工啟用。
2010年高雄市縣市合併後，使得合併後的高雄市擁有原高雄市設立的左營孔子廟，以及原高雄縣的旗山孔子廟，為此合併後的高雄市政府將每年都會舉辦的祭孔大典改成兩邊輪流舉辦，以解決孔子廟鬧雙包的狀況。
2016年2月高雄市美濃區發生芮氏規模6.6地震，造成臺灣南部地區多處災情，旗山孔子廟也因地震發生而受損，供俸孔子牌位的大成殿有18根柱梁柱油漆碎裂掉落，南面牆壁大片剝落並鋼筋明顯外露，外圍設施則花格磚牆倒塌、地板隆起等災情。
旗山區公所於地震災後會同高雄市土木技師公會人員前往旗山孔子廟進行災害受損鑑定。經建築技師評估後認定大部分損壞為非結構性損壞，因此高雄市政府民政局動用災害準備金，於2016年4月底發包修復旗山孔子廟，總修復經費約為新臺幣120萬元，修復工程於該年8月上旬，928教師節之前完工重新啟用。

## 建築
旗山孔子廟方位座西朝東依山勢興建，因此孔子廟佈局上與以往傳統設計不同，是臺灣所有的孔廟中較特殊的規劃。旗山孔子廟有兩座櫺星門、大成門、大成殿、東西廡、崇聖祠等建築，但無萬仞宮牆與泮池的設計。自旗山市區的山腳往旗山孔子廟須經由500階的階梯前往，至第一平臺，進入第一座櫺星門，設有五開牌坊，門採七開間，門楣橫書「道貫古今」，為中華民國總統蔣經國篆書，左右兩側的門牌，以石板封飾並刻有旗山孔子廟之建廟歷史。通過第一座櫺星門後進入大進階，左右側各有一條階梯進入第二平臺及孔子廟主體建築。
主體建築遵循宋朝建築樣式而建，以黃色琉璃瓦、朱紅樑柱，以及白玉欄柵襯飾，包含櫺星門、大成門、大成殿、東西廡、崇聖祠等設施。大成殿位於獨立臺基上，屋頂採重簷歇山式，簷下以柱列支撐，形成柱廊。前方設有丹墀，是祭孔典禮時跳佾舞的地方。

## 祭典
由於旗山孔子廟因占地廣大之因素，因此每年孔子誕辰的釋奠大典中所跳的佾舞，是採用天子專用的八佾舞。旗山孔子廟的八佾舞共有8行8列共64人，與其他孔子廟的六佾舞，場面較為盛大，並且旗山孔子廟的釋奠大典採用改良式拔智慧毛、過聰門活動，以毛筆取代傳統牛毛。

## 圖集

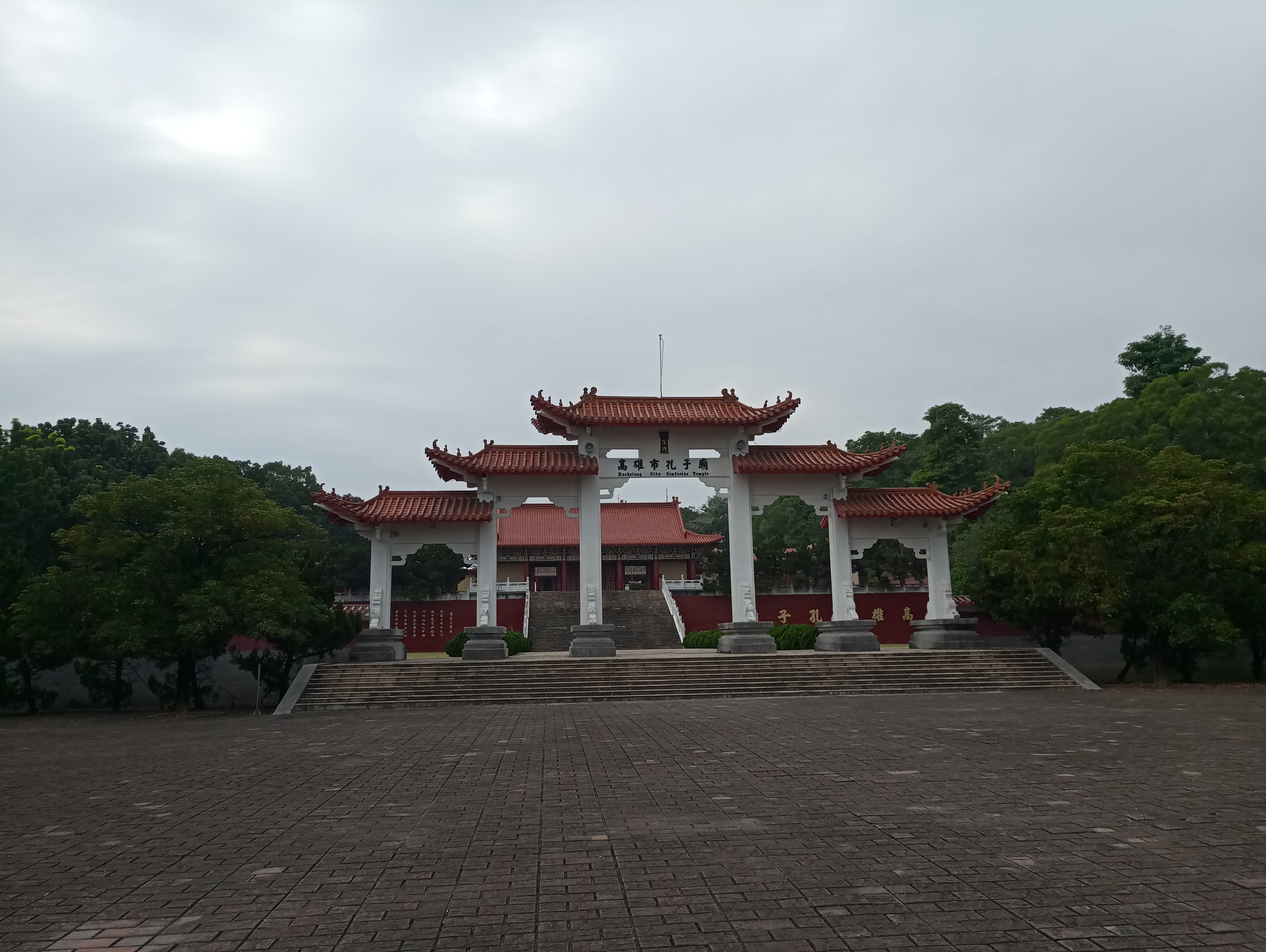
旗山孔子廟第二櫺星門。
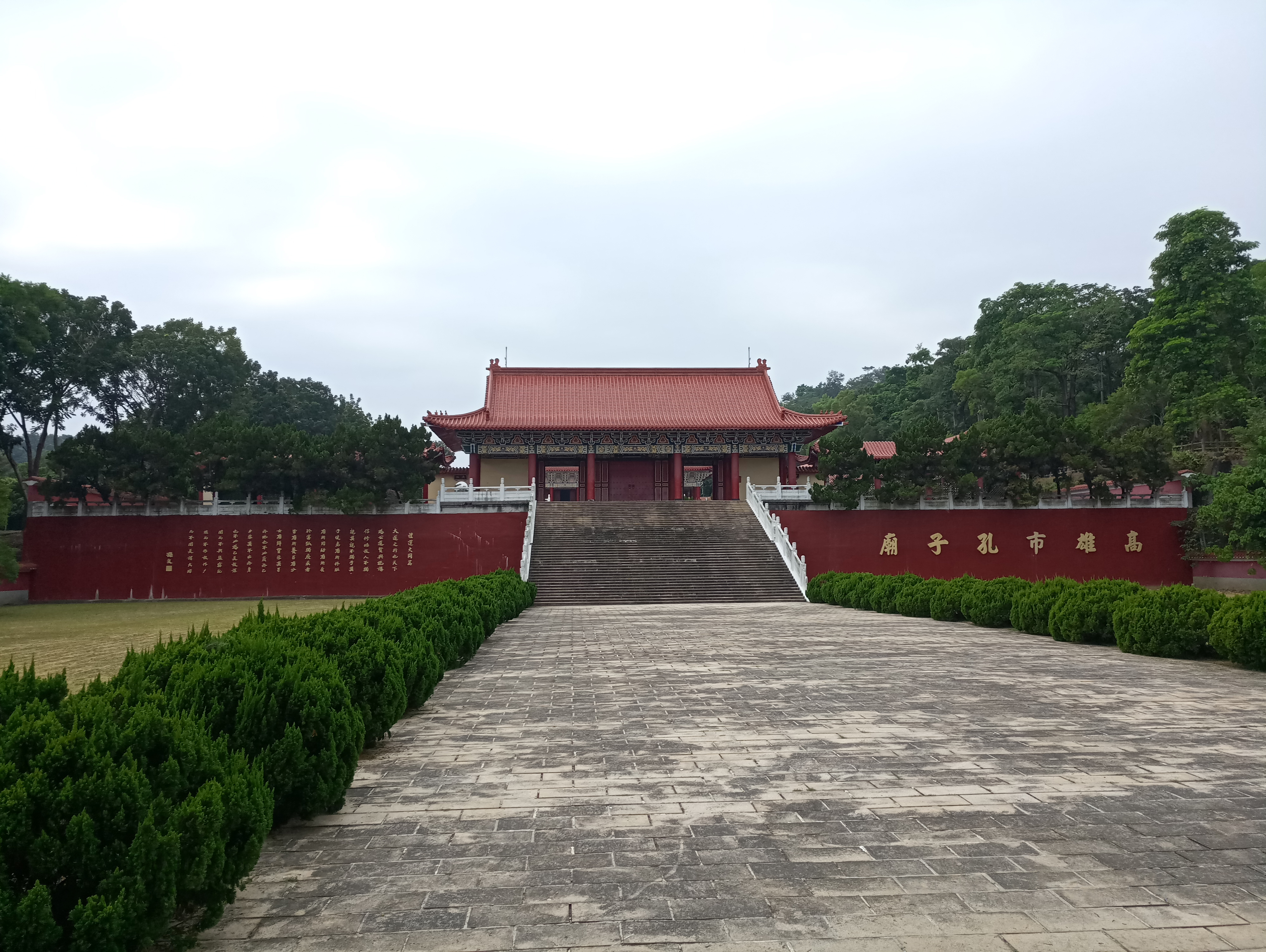
旗山孔子廟大門。
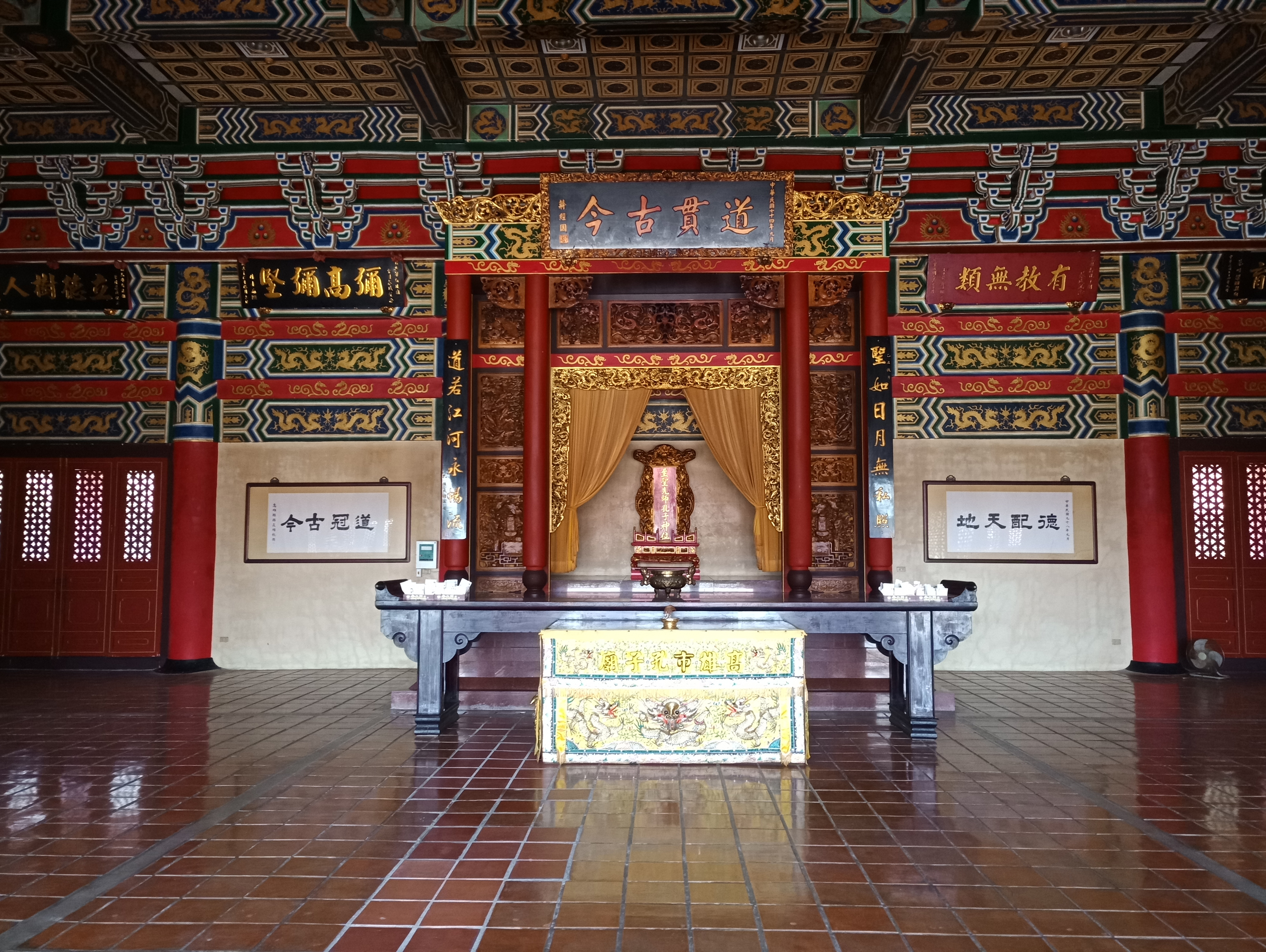
旗山孔子廟大成殿內祭祀的孔子牌位。

## 資料來源
1. 1 2  . 高雄市政府觀光局. 2016-05-25  [2017-12-08] （中文（臺灣））.
2. 1 2 3  劉智維. . 蘋果日報. 2013-11-19  [2017-12-08]. （原始内容存档于2018-09-12） （中文（臺灣））.
3. ↑  陳祐誠. . 自由時報. 2015-11-23  [2017-12-08]. （原始内容存档于2019-06-20） （中文（臺灣））.
4. ↑  李文環.  二版一刷. 麗文文化. 2012年10月: 215－226頁. ISBN 978-957-748-508-3.
5. 1 2  陳祐誠. . 自由時報. 2016-05-01  [2017-12-08]. （原始内容存档于2019-06-08） （中文（臺灣））.
6. 1 2 3 4  . 高雄市旗山區公所.   [2017-12-08]. （原始内容存档于2023-03-02） （中文（臺灣））.
7. ↑  江文兟. . 台灣時報. 2012-09-23  [2017-12-08]. （原始内容存档于2017-12-10） （中文（臺灣））.
8. 1 2  . 美美網旅行社有限公司.   [2017-12-08]. （原始内容存档于2019-06-08） （中文（臺灣））.